# Brejc
Brejc je 4099. najbolj pogost priimek v Sloveniji, ki ga je po podatkih SURSa na dan 31. decembra 2008 uporabljalo 107 oseb.

## Znani nosilci priimka
- Arne Brejc, galerist (Equrna)
- Bogomir (Mirko) Brejc (1908—1985), šolnik
- Dušan Brejc (*1956), enolog (vinarski strokovnjak)
- Janko Brejc (1869—1934), pravnik (odvetnik) in politik
- Jože Brejc = Jože Javoršek (1920—1990), partizan, književnik
- Mihael Brejc (*1947), pravnik, strok. za varnostna vprašanja, politik, publicist
- Simona Brejc, športna gimnastičarka
- Taja Vidmar Brejc (1947—2016), umetnostna zgodovinarka, galeristka (Equrna)
- Tomaž Brejc (*1946), umetnostni zgodovinar in kritik, profesor ALU
- Tomo Brejc - Pavle (1904—1964), sindikalni in politični delavec, pesnik, urednik
- Tomo Brejc (*1975), fotograf
- Tone Brejc (*1942), klinični psiholog
- Zdenka Brejc Perne (1908—1964), pravnica, 2. slovenska odvetnica